# Junta w Chile
Junta w Chile (1973–1990) – okres w historii Chile, w którym w wyniku wojskowego zamachu stanu w 1973 wojsko obaliło demokratycznego prezydenta kraju Salvadora Allende i rozpoczęło prześladowanie ruchów opozycyjnych wobec nowego reżimu. Władzę w kraju przy pomocy amerykańskich służb specjalnych CIA objął Augusto Pinochet. Liczbę ofiar zamachu stanu po obu stronach szacuje się na 2000.

## Historia

### Zamach stanu
Pucz przeciwko lewicowemu rządowi rozpoczął się w nocy z 10 na 11 września 1973 roku. Zbombardowany został wówczas pałac prezydencki, do ataku użyto myśliwców Hawker Hunter. Nad ranem do pałacu wkroczyły siły lądowe. W trakcie walk wewnątrz budynku zginął prezydent. Według oficjalnej wersji wydanej przez wojsko popełnił samobójstwo strzałem z karabinu AK, choć zdaniem części opozycji został on zamordowany przez żołnierzy lub zginął w trakcie bombardowania pałacu. Oficjalnie amerykańskie służby specjalne CIA nie przyznały się nigdy do udziału w zamachu stanu. Według słów Henry’ego Kissingera Stany Zjednoczone „stworzyły warunki, aby pucz się odbył i zakończył sukcesem”. Według raportu CIA opublikowanego w 2000 roku, organizacja „nie wspomagała w żaden bezpośredni sposób dojścia Pinocheta do prezydentury Chile”.

### Plebiscyt i nowa konstytucja

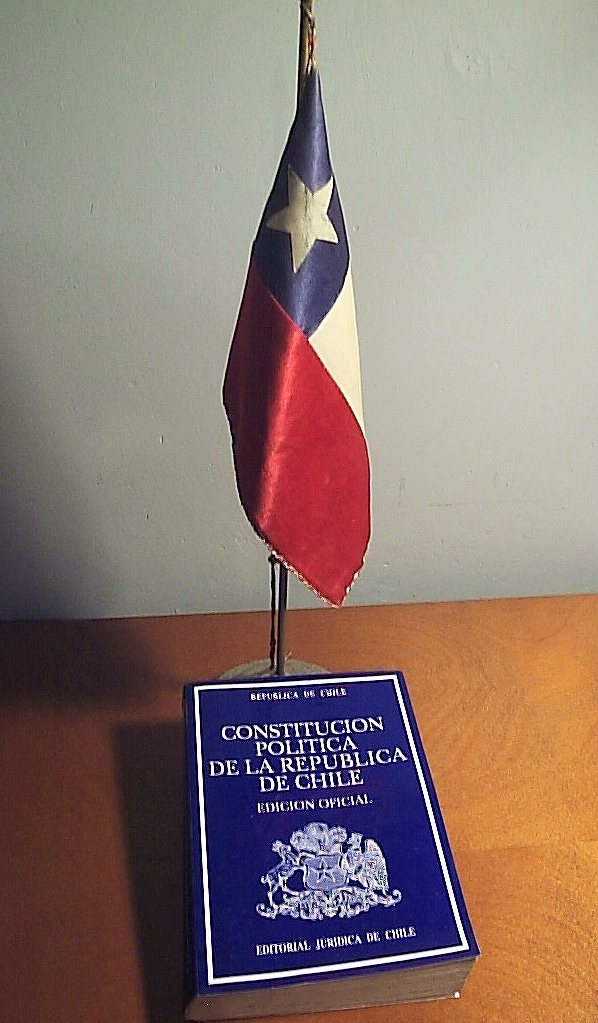
Nowa konstytucja Chile

Pierwszy plebiscyt odbył się 4 stycznia 1978. Nie istniała wówczas legalna opozycja a w kraju panował terror i propaganda. W niedemokratycznym głosowaniu 78% obywateli poparło rządy Pinocheta. Nowa konstytucja została zatwierdzona w plebiscycie krajowym w dniu 11 września 1980. Konstytucja została przyjęta przez 66% głosujących w ramach głosowania powszechnego, które zostało później opisano jako „bardzo nieregularne i niedemokratyczne”. Konstytucja weszła w życie w dniu 11 marca 1981 roku. Nowa konstytucja zwiększyła pozycję prezydenta, wydłużając między innymi czas prezydentury do 8 lat.

### Prześladowania opozycji
Stadion narodowy w Santiago zamieniono w obóz koncentracyjny dla 40 tysięcy ludzi. Powstał specjalny oddział wojskowy Karawan Śmierci przeznaczony do mordowania osób które zostały przez reżim uznane za niebezpieczne. Pozostałymi miejscami kaźni były między innymi Colonia Dignidad i Villa Grimaldi.

## Epilog

### Upadek junty
W myśl nowej konstytucji 1988 odbył się kolejny plebiscyt w którym obywatele mieli zdecydować o wydłużeniu kadencji prezydenckiej Pinocheta. Korzystając z nieznacznej liberalizacji życia politycznego opozycja, na czele z Ricardo Lagosą rozpoczęła w myśl nowego prawa nadawać spoty wyborcze. Najczęściej powtarzanym w spotach zdaniem było pytanie do Pinocheta „"Gdzie są ci wszyscy, którzy zniknęli?”. W wyniku głosowania 55% obywateli zagłosowało przeciw wydłużeniu rządów dyktatora. W 1989, odbyły się wolne wybory prezydenckie z wieloma kandydatami z których Pinochet się wycofał. Prezydentem wybrany został Patricio Aylwin, który powołał specjalną komisję badającą zbrodnie rządzącej dotychczas junty. Zgodnie z przejściowymi poprawkami do konstytucji, Pinochet pozostał głównodowodzącym Armii do 1998 roku, sytuacja jednak zmieniła się gdy w tym samym roku został aresztowany podczas swojego pobytu w Wielkiej Brytanii.

### Ofiary reżimu
Zbrodnie reżimu bada Narodowa Komisja Prawdy i Pojednania. Według raportu tej komisji, w okresie rządów Pinocheta śmierć poniosło 2095 osób, zaś 1102 osoby zostały uznane za „zaginione bez wieści”. W 2004 Narodowa Komisja ds. Więźniów Politycznych i Stosowania Tortur przesłuchała 35 tys. osób, które były więzione bez sądu i torturowane. Efektem tych przesłuchań był raport ogłoszony przez biskupa Sergio Valecha, w którym uznano, że 23 856 mężczyzn oraz 3399 kobiet było istotnie poddawanych różnego rodzaju nielegalnym represjom – począwszy od prostego uwięzienia po liczne akty skrajnej przemocy, takie jak gwałty, zmuszanie do uczestniczenia w egzekucjach członków rodziny, systematyczne bicie pałkami elektrycznymi. Komisja Rettiga badająca zbrodnie dyktatury, w grupie prześladowanych, wyodrębniła grupę 164 nieletnich, w tym 88 dzieci poniżej 13 lat. Były bite, gwałcone, torturowane prądem.